# Травянский сельсовет (Курганская область)
Травя́нский сельсовет — упразднённые административно-территориальная единица и муниципальное образование со статусом сельского поселения в составе Шумихинского района Курганской области в связи с преобразованием района в Шумихинский муниципальный округ.
Административный центр — село Травяное.

## История
В соответствии с Законом Курганской области от 6 июля 2004 года № 419 сельсовет наделён статусом сельского поселения.

## Население
| 1989 | 2002 | 2010 | 2012 | 2013 | 2014 | 2015 |
| ---- | ---- | ---- | ---- | ---- | ---- | ---- |
| 726  | ↘577 | ↘410 | ↘374 | ↘347 | ↘320 | ↘297 |
| 2016 | 2017 | 2018 | 2019 | 2020 |      |      |
| ↘281 | ↘268 | ↘264 | ↘247 | ↘231 |      |      |

## Состав сельского поселения
| № | Населённый пункт | Тип населённого пункта       | Население |
| - | ---------------- | ---------------------------- | --------- |
| 1 | Куликово         | деревня                      | ↘101      |
| 2 | Травяное         | село, административный центр | ↘309      |